# 何溥
何溥（？—1731年），字渊若，号謙斋，赫舍里氏，满洲正黄旗人。康熙丁酉举人，辛丑进士。

## 生平
何溥為满洲正黄旗人，世居葉赫地方，父親名達瑞。何溥自年少時即學習八股文，略有文采。康熙六十年辛丑科與兄何浩中同榜進士，授刑部主事。雍正七年，內大臣公傅爾丹受命為靖邊大將軍，何溥隨其前往，最後與副將軍纳尔同时殉職，入祀昭忠祠，赠云骑尉。

## 家族
- 祖父：勒贝，翰林院侍读学士；
- 父：達瑞，员外郎；
- 兄：何浩，康熙辛丑科兄弟同榜进士；
- 侄子：何棟，乾隆辛未进士。

## 著作
- 《謙斋诗钞》
- 《慎余堂诗文集》